# Emmylou Harris
Emmylou Harris (* 2. dubna 1947, Birmingham, Alabama, USA) je americká hudebnice, hudební producentka a skladatelka. Spolupracovala s desítkami hudebníků, mezi které například patří i Gram Parsons, Mark Knopfler, Linda Ronstadt, Willie Nelson, Bob Dylan, Bruce Springsteen a Neil Young. Je držitelkou 13 cen Grammy.

## Diskografie

### Studiová alba
- 1970: Gliding Bird
- 1975: Pieces of the Sky
- 1975: Elite Hotel
- 1977: Luxury Liner
- 1978: Quarter Moon in a Ten Cent Town
- 1979: Blue Kentucky Girl
- 1980: Roses in the Snow
- 1981: Evangeline
- 1981: Cimarron
- 1983: White Shoes
- 1985: The Ballad of Sally Rose
- 1986: Thirteen
- 1987: Angel Band
- 1989: Bluebird
- 1990: Brand New Dance
- 1993: Cowgirl's Prayer
- 1995: Wrecking Ball
- 2000: Red Dirt Girl
- 2003: Stumble into Grace
- 2008: All I Intended to Be
- 2011: Hard Bargain